# Cercospora rhizophorae
Cercospora rhizophorae är en svampart som beskrevs av Creager 1963. Cercospora rhizophorae ingår i släktet Cercospora och familjen Mycosphaerellaceae.   Inga underarter finns listade i Catalogue of Life.